# Prirodni broj
U matematici, prirodni brojevi jesu brojevi jedan (1), dva (2), tri (3), četiri (4) i tako redom. Neke definicije, uključujući standard ISO 80000-2, započinju niz prirodnih brojeva nulom (0), što odgovara nenegativnim cijelim brojevima 0, 1, 2, 3, … dok ga druge počinju jedinicom (1), što odgovara pozitivnim cijelim brojevima 1, 2, 3, …   
Prirodni brojevi nastali su apstrakcijom ideje o veličini konačnoga skupa sastavljenog od pojedinačnih objekata. Za razliku od diskretnosti brojanja s pomoću prirodnih brojeva, mjerenje veličina, koje su najčešće kontinuirane, traži realne brojeve.
Kada se prirodni brojevi koriste za brojanje (»na stolu je šest jabuka«) zovu se kardinalni brojevi. Kada se koriste za označavanje poretka (»Zemlja je treći planet od Sunca«) zovu se ordinalni (redni) brojevi.
Prirodni brojevi tvore skup, najčešće označen s {\textstyle \mathbb {N} } (lat. naturalis). On se sastoji od elementa jedan, elementa dva (kojeg ima jedan više od jedan), elementa tri (kojeg ima jedan više od dva), elementa četiri… Mnogi drugi skupovi brojeva izgrađuju se uzastopnim proširenjem skupa prirodnih brojeva: cijeli brojevi uključivanjem neutralnog elementa za zbrajanje (nule) i inverza za zbrajanje  −n za svaki prirodni broj n različit od nule; racionalni brojevi uključivanjem inverza za množenje {\displaystyle 1/n} za svaki cijeli broj n različit od nule (uz dodavanje i umnožaka ovih inverza s cijelim brojevima); realni brojevi uključivanjem limesa Cauchyjevih nizova racionalnih brojeva; kompleksni brojevi pridodavanjem kvadratnog korijena od −1 na skup realnih brojeva i svih umnožaka realnih brojeva s njime. Ovaj lanac proširenjā kanonski ugrađuje prirodne brojeve u sve druge skupove brojeva.
Svojstva prirodnih brojeva kao što su djeljivost i raspodjela prostih brojeva proučavaju se u teoriji brojeva. Problemi koji se tiču prebrojavanja i uređenja proučavaju se u kombinatorici.

## Povijest
Najprimitivniji način predstavljanja prirodnog broja bilo je stavljanje oznake za svaki predmet. Utvrđivanje jednakosti, manjka ili viška predmeta na okupu moglo se postići precrtavanjem oznake i uklanjanjem predmeta iz skupa.
Prvi veći napredak u apstrakciji bila je upotreba brojevnog sustava za predstavljanje brojeva, posebno onih velikih. Drevni Egipćani razvili su sustav brojeva s različitim hijeroglifima za 1, 10 i sve potencije od 10 do preko jednoga milijuna. Rezbarija u kamenu iz Karnaka, koja potječe iz oko 1500 godine pr. n. e. i sada je u Louvreu u Parizu, prikazuje broj 276 kao 2 stotine, 7 desetica i 6 jedinica, te slično i za broj 4622. Babilonci su imali pozicijski sustav temeljen na znamenkama za 1 i 10, a koristili su bazu šezdeset; oznaka za šezdeset bila je ista kao oznaka za jedan pa je vrijednost određivana iz konteksta.
Mnogo poslije došla je ideja o nuli kao broju, s vlastitom oznakom. Upotreba znamenke 0 u pozicijskom zapisu javlja se još 700. pr. n. e. u Babilonaca, koji su je izostavljali kada bi bila posljednji znak u broju. Olmeci i Maje koristili su 0 kao zasebnu znamenku već u 1. stoljeću pr. n. e., no to se nije proširilo dalje od Srednje Amerike. Upotreba nule u moderno doba potječe od indijskoga matematičara Brahmagupte iz 628. godine. Nula se koristila u srednjovjekovnome računanju nadnevka Uskrsa, počevši od Dionizija Malog 525. godine, ali nije imala oznaku. Standardni rimski brojevi nemaju simbol za nulu; umjesto toga upotrebljavana je nulla (genitiv: nullae) od nullus za ništa.
Prvo sustavno proučavanje brojeva kao apstrakcije obično se pripisuje grčkim filozofima Pitagori i Arhimedu. Neki grčki matematičari smatrali su broj jedan drugačijim od većih brojeva, ponekad ga i ne smatrajući brojem. Euklid je, na primjer, prvo definirao jedinicu, a zatim broj kao mnoštvo jedinica; prema njegovoj definiciji jedinica nije broj i ne postoje jedinstveni brojevi.
Nezavisne studije o brojevima postojale su otprilike u isto vrijeme u Indiji, Kini i Srednjoj Americi.

### Suvremene definicije
U Europi 19. stoljeća vodile su se matematičke i filozofske rasprave o točnoj prirodi prirodnih brojeva. Henri Poincaré izjavio je da se aksiomi mogu iskazati samo u njihovoj konačnoj primjeni i zaključio da je »moć uma« ta koja omogućuje shvaćanje beskrajnog ponavljanja istoga čina. Leopold Kronecker sažeo je svoje uvjerenje u »Bog je napravio cijele brojeve, sve ostalo djelo je čovjeka«.
Konstruktivisti su uvidjeli potrebu za poboljšanjem logičke strogosti u temeljima matematike. U 1860-ima, Hermann Grassmann predložio je rekurzivnu definiciju za prirodne brojeve, navodeći da oni zapravo nisu prirodni, već su posljedica definicija. Poslije su konstruirane dvije klase takvih formalnih definicija, a onda se pokazalo da su jednakovrijedne u većini praktičnih primjena.
Definicije prirodnih brojeva u teoriji skupova započeo je Gottlob Frege. Prvobitno je definirao prirodni broj kao klasu svih skupova koji su u korespondenciji jedan-na-jedan s određenim skupom. Pokazalo se da ta definicija dovodi do paradoksa, uključujući Russellov paradoks. Da bi se izbjegli takvi paradoksi, formalizam je izmijenjen tako da je prirodni broj definiran kao određeni skup, a za svaki skup koji se može staviti u bijekciju s tim skupom kaže se da ima taj broj elemenata.
Drugu klasu definicija uveo je Charles Sanders Peirce, poboljšao Richard Dedekind, a dalje istražio Giuseppe Peano. Taj se pristup sada naziva Peanova aritmetika. Temelji se na aksiomatizaciji svojstava ordinalnih (rednih) brojeva: svaki prirodni broj ima sljedbenika i svaki prirodni broj različit od nule ima jedinstvenogs prethodnika. Peanova aritmetika je konzistentna s nekoliko slabih sustava teorije skupova. Jedan takav sustav je Zermelo-Fraenkelova teorija skupova za koju je aksiom beskonačnosti zamijenjenom svojom negacijom. Teoremi koji se mogu dokazati u Z-F teoriji, ali se ne mogu dokazati s pomoću Peanovih aksioma uključuju Goodsteinov teorem.
Uz sve ove definicije prikladno je uključiti nulu (koja odgovara praznom skupu ) kao prirodni broj. To je sada uobičajena konvencija među teoretičarima skupova i logičarima. Računalni jezici često počinju od nule kada pobrajaju stavke u brojačima petlji i elemente struktura podataka. Ipak, mnogi matematičari drže se starije tradicije i jedan (1) smatraju prvim prirodnim brojem.

## Notacija
Skup svih prirodnih brojeva uobičajeno se označava znakovima N ili {\displaystyle \mathbb {N} .}
Ovisno o konvenciji, prirodni brojevi uključuju ili ne uključuju nulu. U upotrebi je nekoliko notacija:
- Prirodni brojevi bez nule: {\displaystyle \{1,2,...\}=\mathbb {N} ^{*}=\mathbb {N} ^{+}=\mathbb {N} _{0}\smallsetminus \{0\}=\mathbb {N} _{1}}
- Prirodni brojevi s nulom: {\displaystyle \;\{0,1,2,...\}=\mathbb {N} _{0}=\mathbb {N} ^{0}=\mathbb {N} ^{*}\cup \{0\}}

Alternativno, budući da prirodni brojevi tvore podskup cijelih brojeva {\displaystyle \mathbb {Z} }, može ih se nazivati pozitivnim, odnosno nenegativnim cijelim brojevima. Notacija je:
{\displaystyle \{1,2,3,\dots \}=\{x\in \mathbb {Z} :x>0\}=\mathbb {Z} ^{+}=\mathbb {Z} _{>0}}
{\displaystyle \{0,1,2,\dots \}=\{x\in \mathbb {Z} :x\geq 0\}=\mathbb {Z} _{0}^{+}=\mathbb {Z} _{\geq 0}}

## Svojstva
Ovaj odjeljak koristi konvenciju {\displaystyle \mathbb {N} =\mathbb {N} _{0}=\mathbb {N} ^{*}\cup \{0\}}.

### Zbrajanje
Ako je {\displaystyle \mathbb {N} } skup prirodnih brojeva, a {\displaystyle S\colon \mathbb {N} \to \mathbb {N} } funkcija »sljedbenik« koja svakom prirodnom broju pridružuje sljedeći u nizu, zbrajanje (+) prirodnih brojeva može se zadati rekurzivno uzimajući da je a + 0 = a i a + S(b) = S(a + b) za sve a, b. Tako je a + 1 = a + S(0) = S(a+0) = S(a), a + 2 = a + S(1) = S(a+1) = S(S(a)) i dalje redom. 
Algebarska struktura {\displaystyle (\mathbb {N} ,+)} komutativni je monoid s neutralnim elementom 0, također i slobodni monoid s jednim generatorom. Najmanja grupa s obzirom na zbrajanje koja sadrži prirodne brojeve jesu cijeli brojevi.
Ako je 1 definiran kao S(0), tada je b + 1 = b + S(0) = S(b + 0) = S(b). To jest, b + 1 je sljedbenik broja b.

### Množenje
Kada je definirano zbrajanje, operator množenja {\displaystyle \times } može se definirati preko a × 0 = 0 i a × S(b) = (a × b) + a. To strukturu {\displaystyle (\mathbb {N} ^{*},\times )} čini slobodnim komutativnim monoidom s neutralnim elementom 1; skup generatora za ovaj monoid skup je prostih brojeva.

### Odnos zbrajanja i množenja
Zbrajanje i množenje kompatibilne su operacije, što se izražava distributivnošću: a × (b + c) = (a × b) + (a × c). Ova svojstva zbrajanja i množenja čine prirodne brojeve komutativnim poluprstenom. Poluprsten je algebarska generalizacija prirodnih brojeva u kojemu množenje nije nužno komutativno. Nedostatak aditivnih inverza, što je ekvivalentno činjenici da {\displaystyle \mathbb {N} } nije zatvoren za oduzimanje (to jest, oduzimanje jednog prirodnog od drugog ne rezultira uvijek drugim prirodnim brojem), znači da {\displaystyle \mathbb {N} } nije prsten; umjesto toga to je poluprsten.
Ako se iz prirodnih brojeva izuzme 0, to jest ako se uzme da počinju s 1, definicije za + i × iste su, osim što počinju s a + 1 = S(a) i a × 1 = a. U tom slučaju {\displaystyle (\mathbb {N^{*}} ,+)} nema neutralni element.

### Poredak
Ukupni poredak prirodnih brojeva definiran je tako da je a ≤ b (a prije b, odnosno a manji ili jednak b) ako i samo ako postoji drugi prirodni broj c (uključujući nulu) takav da je a + c = b. Ovaj je poredak kompatibilan s aritmetičkim operacijama u sljedećem smislu: ako su a, b i c prirodni brojevi i a ≤ b, tada je a + c ≤ b + c i a × c ≤ b × c.
Važno svojstvo prirodnih brojeva jest da tvore dobro uređen skup: svaki neprazan skup prirodnih brojeva ima najmanji element.

### Dijeljenje
Iako općenito nije moguće podijeliti jedan prirodni broj drugim i dobiti prirodan broj, u skupu prirodnih brojeva postoji postupak dijeljenja s ostatkom: za bilo koja dva prirodna broja a i b, uz b ≠ 0 postoje prirodni brojevi q i r takvi da je
{\displaystyle a=b\times q+r{\text{ uz }}r<b.}
Broj q naziva se kvocijent ili količnik, a r ostatak dijeljenja broja a brojem b. Brojevi q i r jednoznačni su za dane a i b.

### Algebarska svojstva koja zadovoljavaju prirodni brojevi
Operacije zbrajanja (+) i množenja (×) na prirodnim brojevima kako je gore definirano imaju nekoliko algebarskih svojstava:
- Zatvorenost skupa na operacije zbrajanja i množenja: za sve prirodne brojeve a, b i zbroj a + b i umnožak a × b prirodni su brojevi[21]
- Asocijativnost: za sve prirodne brojeve a, b i c vrijedi a + (b + c) = (a + b) + c i a × (b × c) = (a × b) × c[22]
- Komutativnost: za sve prirodne brojeve a i b vrijedi a + b = b + a i a × b = b × a.[23]
- Postojanje neutralnih elemenata: za svaki prirodni broj a nula je neutralni element za zbrajanje, a + 0 = a, a jedan za množenje, a × 1 = a.
  - Ako se od prirodnih brojeva izuzme nula, tada za svaki prirodni broj a vrijedi a × 1 = a, no ne postoji neutralni element za zbrajanje
- Distributivnost množenja prema zbrajanju: za sve prirodne brojeve a, b i c vrijedi a × (b + c) = (a × b) + (a × c)
- Ako skup prirodnih brojeva uključuje nulu, u njemu nema djelitelja nule različitih od nule: ako su a i b prirodni brojevi takvi da je a × b = 0, tada je ili a = 0 ili b = 0 ili oboje.

## Uopćenja
Dvije važne generalizacije prirodnih brojeva proizlaze iz upotreba za brojanje i uređenje: kardinalni brojevi i redni brojevi.
- Prirodni broj može se koristiti za izražavanje veličine konačnog skupa; točnije, kardinalni broj mjera je veličine skupa, koja je prikladna čak i za beskonačne skupove. Koncept »veličine« oslanja se na mapiranje između skupova: dva skupa imaju istu veličinu ako između njih postoji bijekcija. Za sam skup prirodnih brojeva i bilo koju njegovu bijektivnu sliku kaže se da je prebrojivo beskonačan i da ima kardinalnost alef-nula, {\displaystyle \aleph _{0}}.
- Prirodni brojevi također se koriste kao lingvistički redni brojevi: prvi, drugi, treći, četvrti, i dalje redom. Na taj se način mogu pripisati elementima potpuno uređenog konačnog skupa, kao i elementima bilo kojeg dobro uređenog prebrojivo beskonačnog skupa.

Za konačne dobro uređene skupove postoji korespondencija između rednih i kardinalnih brojeva; i jedni i drugi mogu se izraziti istim prirodnim brojem, brojem elemenata skupa. Ovaj se broj također može koristiti za opisivanje položaja elementa u većem konačnom ili beskonačnom nizu.

## Formalne definicije
Postoje dva standardna načina formalnog definiranja prirodnih brojeva. Prva, nazvana po Giuseppeu Peanu, sastoji se od aksiomatske teorije zvane Peanova aritmetika, koja se temelji na Peanovim aksiomima.
Druga definicija temelji se na teoriji skupova: svaki prirodni broj n definiran je kao eksplicitno definiran skup čiji elementi dopuštaju prebrojavanje elemenata drugih skupova, u smislu da izjava »skup S ima n elemenata« znači da postoji preslikavanje jedan-na-jedan (bijekcija) između dva skupa n i S.
Skupovi korišteni za definiranje prirodnih brojeva zadovoljavaju Peanove aksiome. Iz toga slijedi da se svaki teorem koji se može izreći i dokazati u Peanovoj aritmetici također može dokazati u teoriji skupova. Međutim, ove dvije definicije nisu ekvivalentne pa postoje teoremi koji se mogu izraziti u smislu Peanove aritmetike i dokazati u teoriji skupova, a koji se ne mogu dokazati unutar Peanove aritmetike.
Definicija prirodnih brojeva kao skupova koji zadovoljavaju Peanove aksiome daje model Peanove aritmetike unutar teorije skupova. Važna posljedica jest to da je Peanova aritmetika dosljedna ako je teorija skupova dosljedna (kao što se obično nagađa). Drugim riječima, ako bi se kontradikcija mogla dokazati u Peanovoj aritmetici, onda bi teorija skupova bila kontradiktorna, a svaki teorem teorije skupova bio bi i točan i pogrešan.

### Peanovi aksiomi
U suvremenim izvorima navodi se pet Peanovih aksioma, ne uvijek na isti način:
1. 0 je prirodni broj
2. Svaki prirodni broj ima sljedbenika koji je također prirodni broj
3. 0 nije sljedbenik nijednog prirodnog broja
4. Ako je sljedbenik broja {\displaystyle x} jednak sljedbeniku broja {\displaystyle y}, onda su {\displaystyle x} i {\displaystyle y} jednaki
5. Aksiom matematičke indukcije: Ako je iskaz točan za 0, i ako istinitost tog iskaza za jedan broj implicira njegovu istinitost za sljedbenika tog broja, tada je iskaz istinit za svaki prirodni broj.

Ovo nisu izvorni aksiomi koje je objavio Peano, ali su nazvani njemu u čast. Neki oblici Peanovih aksioma imaju 1 umjesto 0. U običnoj aritmetici, nasljednik od {\displaystyle x} je {\displaystyle x+1}.

### Definicija u teoriji skupova
Intuitivno, prirodni broj n zajedničko je svojstvo svih skupova koji imaju n elemenata. Čini se prirodnim definirati n kao klasu ekvivalencije pod relacijom »može se staviti u korespondenciju jedan-na-jedan (bijekciju). Nažalost, to ne funkcionira u teoriji skupova jer takva klasa ekvivalencije ne bi bila skup (zbog Russellova paradoksa). Standardno rješenje je definirati određen skup s n elemenata koji će se zvati prirodnim brojem n.
Sljedeću definiciju prvi je objavio John von Neumann, iako Levy pripisuje ideju neobjavljenom radu Zermela iz 1916. Budući da se definicija proširuje na beskonačan skup kao definicija rednoga broja, skupovi koji se razmatraju u nastavku ponekad se nazivaju von Neumannovim ordinalima.
Definicija polazi od sljedećega:
- Nazovimo 0={}, što je prazan skup
- Definirajmo sljedbenika S(a) bilo kojeg skupa a sa S(a)=a U {a}
- Prema aksiomu beskonačnosti, postoje skupovi koji sadrže 0 i zatvoreni su u odnosu na funkciju sljedbenika. Za takve se skupove kaže da su induktivni. Presjek svih induktivnih skupova i dalje je induktivan skup.
- Ovaj presjek skup je prirodnih brojeva.

Slijedi da se prirodni brojevi definiraju iterativno na sljedeći način:
- 0 = { }
- 1 = 0 ∪{0} = {0} = {{ }}
- 2 = 1 ∪{1} = {0, 1} = {{ }, {{ }}}
- 3 = 2 ∪{2} = {0, 1, 2} = {{ }, {{ }}, {{ }, {{ }}}}

Može se pokazati da tako definirani prirodni brojevi zadovoljavaju Peanove aksiome.
S ovom definicijom, s obzirom na prirodni broj n, izjava »skup S ima n elemenata« može se formalno definirati kao »postoji bijekcija iz n u S«. To formalizira operaciju prebrojavanja elemenata od S. Također, n ≤ m ako i samo ako je n podskup od m. Drugim riječima, uključivanje skupa definira uobičajeni ukupni poredak prirodnih brojeva. Ovaj poredak je dobar poredak.
Iz definicije proizlazi da je svaki prirodni broj jednak skupu svih prirodnih brojeva manjih od njega. Ova se definicija može proširiti na von Neumannovu definiciju ordinala za definiranje svih rednih brojeva, uključujući one beskonačne: svaki ordinal je dobro uređen skup svih manjih ordinala.
Ako se ne prihvati aksiom beskonačnosti, prirodni brojevi možda neće činiti skup. Unatoč tome, prirodni brojevi još uvijek se mogu pojedinačno definirati kao gore, i oni još uvijek zadovoljavaju Peanove aksiome.